# Delight (Arkansas)
Delight é uma cidade localizada no estado americano de Arkansas, no Condado de Pike.

## Demografia
Segundo o censo americano de 2000, a sua população era de 311 habitantes.
Em 2006, foi estimada uma população de 296, um decréscimo de 15 (-4.8%).

## Geografia
De acordo com o United States Census Bureau, a localidade tem uma área de 1,2 km², sem área coberta por água. Delight localiza-se a aproximadamente 152 m acima do nível do mar.

## Localidades na vizinhança
O diagrama seguinte representa as localidades num raio de 32 km ao redor de Delight.